# Office monétique de l'Afrique centrale
L’Office Monétique de l'Afrique Centrale (OMAC) est l’autorité de certification du système monétique de la zone CEMAC. Il est un organisme sous régional né de la volonté de la BEAC et des banques présentes dans la sous région CEMAC de mutualiser leurs moyens pour permettre le développement de la monétique en Afrique Centrale.